# Rubén Sánchez (activista)
Rubén Sánchez García (Sevilla, 1974) es un activista por los derechos de los consumidores español, que realiza dicha labor desde el puesto de secretario general y portavoz de Facua, y mediante intervenciones y colaboraciones periodísticas en diversos medios españoles. También es conocido por su implicación como denunciante o denunciado en numerosos casos judiciales.

## Trayectoria
Estudió ciencias de la información en la Universidad de Sevilla. En 1993, inició su activismo como portavoz en Facua, organización creada por su padre, Francisco Sánchez Legrán. Ha colaborado para medios de comunicación como HuffPost, elDiario.es, Público y El Confidencial.

## Controversias
En octubre de 2014 promovió junto con el entonces defensor del pueblo andaluz, José Chamizo, el partido político Ganemos Sevilla, que suscitó polémica porque en su manifiesto político fueron publicados datos personales de los simpatizantes, además de contener firmas falsas y de menores. Sánchez abandonó el partido en febrero de 2015, alegando las pocas firmas de apoyo recogidas y la falta de respaldo de Podemos al proyecto.
En noviembre de 2014, demandó a Luis Pineda, presidente de Ausbanc, quien fue condenado a pagarle una indemnización de 4000 euros, a tuitear la sentencia durante treinta días por insultarle en Twitter, y a colgar carteles por la calle con la sentencia.
En febrero de 2015, la Unidad Central Operativa de la Guardia Civil emitió un informe donde se le relacionaba con el cobro de comisiones de UGT, por emitir, a través de su empresa Concepto19, facturas falsas para el sindicato, que este presentó a la Junta de Andalucía para conseguir subvenciones. Sánchez explicó en un comunicado que desconocía qué hacía UGT con las facturas que les emitía. Finalmente, la Audiencia Provincial rechazó imputarle por falta de indicios contra él.
En junio de 2016 demandó a OKdiario y a Eduardo Inda por calificarle como «podemita». El juez desestimó su demanda y le condenó en costas al considerar que el artículo estaba amparado por la libertad de información y la libertad de expresión.
En noviembre de 2016 volvió a demandar a Luis Pineda, a Ausbanc y a su director de Publicaciones, Luis Suárez Jordana, quienes fueron condenados a indemnizarle con 90 000 euros y a tuitear el fallo diez veces durante diez días por insultarle en Twitter.
En julio de 2017 denunció en el Juzgado 9 de Sevilla los insultos que recibió desde una cuenta de Twitter.
Posteriormente denunció a una mujer que a mediados de 2018 llamó a su operadora móvil suplantándole para que cambiaran su dirección de correo y contraseña.
En octubre de 2018, se le señaló como líder de un grupo privado en Telegram desde el que se coordinaban acciones de acoso y desprestigio a periodistas, políticos y votantes no afines a la línea oficial de Podemos.
Entre mayo y julio de 2020 Francisco Serrano presentó dos querellas contra Sánchez por calumnias y revelación de secretos. Ambas querellas fueron archivadas
En agosto de 2020, y tras una denuncia de la Fiscalía, se personó como acusación popular en la causa que investiga si Francisco Serrano Castro cometió un fraude de más de dos millones de euros.
En octubre de 2020, fue condenado a pagar 6000 euros y a tuitear la sentencia durante seis meses por atentar contra el honor de una mujer al llamarla «mascota», «tarada»  y «estafadora». Sin embargo en febrero de 2025 Facua emitió un comunicado donde expuso que la sentencia quedó supuestamente anulada mediante un decreto por el que «se declara la caducidad de la instancia» debido a que la mujer decidió desatender los requerimientos del Juzgado de que designase un abogado y un procurador para que la continuasen defendiendo y representando en la causa.
Entre noviembre de 2020 y mayo de 2021, presentó cuatro demandas contra Javier Negre y a su medio digital Estado de Alarma TV por no publicar su respuesta a cuatro artículos sobre él. Sánchez ganó dos de las cuatro sentencias.
En noviembre de 2020, demandó a ABC de Sevilla y a su director por no publicar una respuesta a un artículo. La jueza desestimó su demanda y le condenó en costas al entender que el texto era una opinión y que se refería a la Fundación Facua y no a él.
En diciembre de 2020 y marzo de 2021, demandó a Okdiario y a su director, Eduardo Inda, también por no publicar la réplica que les envió. Okdiario fue condenado a hacerlo.
En julio de 2021 demandó a ABC por no publicar su réplica a una información sobre él, pero el juez falló en su contra y le condenó en costas al considerar que la noticia entrecomillaba frases de una sentencia contra él.
En noviembre de 2021 fue imputado por un presunto delito de calumnias contra Francisco Serrano Castro y su hija María Serrano Mestre. Tras la oportuna investigación, la jueza encontró posibles indicios de delito y ordenó elevar las actuaciones a juicio oral. Finalmente Sánchez fue absuelto.
Entre mayo y julio de 2020 Francisco Serrano presentó dos querellas contra Sánchez por calumnias y revelación de secretos. Ambas querellas fueron archivadas
En mayo de 2023 interpuso querella contra los periodistas Cristina Seguí y Javier Negre por insultos en sus cuentas de Twitter.

## Libros
- Defiéndete de #101fraudes: ofertas engañosas, contratos abusivos, préstamos... (2014). ISBN 842704092X
- Texto autopublicado gratuito:Timocracia: 300 trampas con las que empresas y gobiernos nos toman el pelo a los consumidores (2017).
- ¿Por qué dejas que te roben? (2022). ISBN 978-84-03-52316-6
- Bulos: Manual de combate (2024). ISBN 9788409645190